# Ретрофлексный аппроксимант
Звонкий ретрофлексный аппроксимант — согласный звук, встречающийся в некоторых языках.

## Свойства
- Его способ артикуляции — аппроксимант, то есть он производится путём сужения голосового тракта в месте образования, но не достаточно, чтобы произвести турбулентный воздушный поток.
- По месту образования — ретрофлексный, что в прототипе означает, что он сочленяется субапикально (с загнутым вверх кончиком языка), но в более общем плане это означает, что он является постальвеолярным, но не небеленым[неизвестный термин]. То есть, кроме прототипической субапикальной артикуляции, соприкосновение языка может быть апикальным (заострённым) или ламинальным (плоским).
- Это звонкий согласный, то есть голосовые связки вибрируют во время артикуляции.
- Это ртовый согласный звук, что означает, что воздух может выходить только через рот.
- Это центральный согласный звук, что означает, что он создается путём направления воздушного потока по центру языка, а не по бокам.
- Механизм воздушного потока является легочным, что означает, что он создаётся за счёт выталкивания воздуха исключительно лёгкими и диафрагмой, как и большинство звуков.

## Примеры
| Язык                | Язык                                             | Слово   | IPA                  | Смысл      |
| ------------------- | ------------------------------------------------ | ------- | -------------------- | ---------- |
| Китайский           | Севернокитайский                                 | 肉      | [ɻoʊ̯˥˩]              | мясо       |
| Дерунг              | Дерунг                                           | terung  | [tə˧˩ɻuŋ˥˧]          | Дерунг     |
| Нидерландский       | Некоторые носители нидерландского языка          | eerst   | [ɪːɻst]              | первый     |
| Английский          | Некоторые американские диалекты                  | red     | [ɻʷɛd]               | красный    |
| Фарерский           | Фарерский                                        | *hojrdi | [hɔiɻʈɛ]             | слышал     |
| Каннада             | Некоторые диалекты                               | ಕೊೞೆ      | [kɒɻe]               | гнить      |
| Малаялам            | Малаялам                                         | ആഴം      | [aːɻɐm]              | глубина    |
| Мапуче (мапудунгун) | Мапуче (мапудунгун)                              | gayen   | [ɻɜˈjën]             | цветок     |
| Пушту               | Пушту                                            | سوړ     | [soɻ]                | холодный   |
| Португальский       | Многие регистры в бразильском регионе Сентру-Сул | kartas  | [ˈkaɻtə̥̆s]            | буквы      |
| Тамильский          | Тамильский                                       | தமிழ்     | МФА: [t̪əˈmɨɻ]о файле | тамильский |
| Яванский            | Яванский                                         | wárho   | [ˈwaɻo]              | пещера     |